# アブー＝ターリブ
アブー＝ターリブ（أبو طالب بن عبد المطلب、Abu Talib ibn ‘Abd al-Muttalib、549年 - 619年）はクライシュ族出身の商人。イスラーム教の開祖ムハンマドの叔父であり、育ての親でもあることからイスラーム最初期における重要人物の1人とされる。アブド・アル＝ムッタリブは父、第4代正統カリフのアリーは息子にあたる。生涯イスラームに入信することはなかったが、ハーシム家の当主としてムハンマドの有力な支援者であり続けた。

## 人物
幼くして両親に先立たれたムハンマドは祖父アブド・アル＝ムッタリブに引き取られたが、その祖父もムハンマドが8歳の時に死別し、ムハンマドは叔父アブー＝ターリブのもとに引き取られた。アブー＝ターリブは幼い甥ムハンマドを非常に可愛がり、砂漠をゆく隊商に付き従わせて手元で育て、夜も常に隣で寝たという。
アブー＝ターリブは家族を大切にする人柄であった。晩年にはあまりの大家族ゆえに家産は減り、アブー＝ターリブの一家は凋落した。のちにハディージャと結婚して生活の安定したムハンマドがアブー＝ターリブの子アリーを養子としたのはアブー＝ターリブ一家の苦しい家計を助けるためでもあったと言われる。
しかし生涯に渡ってムスリムとしての信仰告白はせず、異教徒のまま没した。その死を看取ったアル＝アッバースは、最期に彼が唇を動かして信仰告白をしたと証言したが 、ムハンマドは聞こえなかったと答えている。クルアーン第28章56節には、人の信仰は人によって変えられないことが説かれているが、スンニー派の理解によれば、これはアブー＝ターリブが不信仰のまま死んだことを指している。
ハディースによれば、この時ムハンマドは、メッカの有力者から「お前の育ての親は今どこにいる？」と問われた際、「地獄にいるが、自分の執り成しでより浅い（楽な）階層へ行けるかも知れない」と消極的な答えを返したという。イスラームの教義では多神教を奉じる人間は地獄へ行くため、たとえ恩人であってもムハンマドは答えを曲げられなかったとされる。このためか、ムハンマドはハーシム家の次代当主から支援を得られず、より苦しい立場に置かれることとなった。
なおアリーを指導者とするシーア派では、アブー＝ターリブは問題なくムスリムであると見ている。前述のハディースを虚偽とみなしていること、末期の信仰告白を事実として採用していることに加え、彼が過去の預言者に連なる血筋であり、ムハンマドの婚儀でイスラームに則った祝辞を述べていたことが根拠となっている。